# Wieża Dzwonu w Xi’an

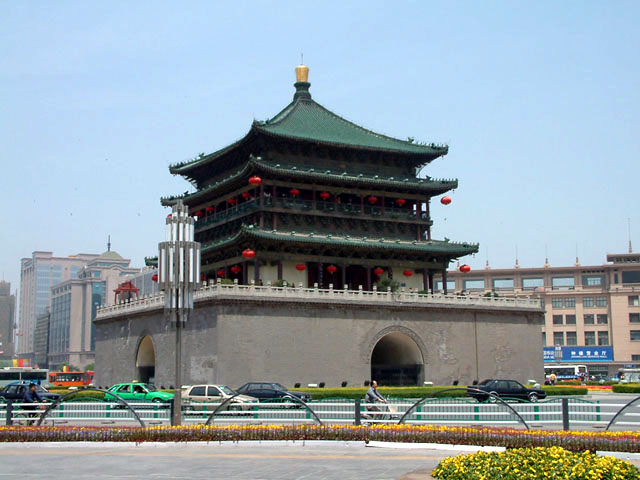
Wieża Dzwonu w Xi’an

Wieża Dzwonu (chin. upr.: 西安钟楼; chin. trad.: 西安鐘樓; pinyin: Xī’ān Zhōnglóu) – wieża znajdująca się w centrum miasta Xi’an, w prowincji Shaanxi, w Chinach, stanowiąca, wraz z Wieżą Bębna, symbol miasta. Została wzniesiona w okresie wczesnej dynastii Ming, w roku 1384.
Drewniana wieża jest największym i najlepiej zachowanych budynkiem tego typu w Chinach. Jej wysokość wynosi 36 m. Budowla stoi na murowanej, kwadratowej podstawie, która ma wysokość 8,6 m, każdy z boków podstawy liczy 35,5 m długości. Wieża posiada trzy poziomy dachu i składa się z dwóch kondygnacji. W każdej ze ścian podstawy znajdują się duże łukowate bramy, których wysokość wynosi 6 m.

## Historia
Wieża została wzniesiona w 1384 roku na polecenie cesarza Hongwu. Używana była o świcie, w celu zasygnalizowania początku dnia, a także w okresie zagrożenia dla miasta. Pierwotnie stała obok Wieży Bębna, jednak w 1582 roku, budowla została przeniesiona ok. 1 km w kierunku wschodnim. Oprócz kamiennej podstawy, wszystkie elementy konstrukcji pozostały oryginalne.
Początkowo w północno-wschodnim narożniku wieży wisiał słynny dzwon Jingyun z okresu dynastii Tang. Jednak według legendy dzwon "zamilkł" za panowania dynastii Ming, więc zamontowano wówczas nowy, lżejszy, ważący ok. 5 ton dzwon.
W czasie rewolucji Xinhai, w 1911 roku, wieża została wykorzystana jako centrala telefoniczna. W 1927 roku, znajdowało się tam kino, a rok później otworzono w wieży planetarium. 10 października 1939 roku, podczas wojny chińsko-japońskiej, budowla została zbombardowana i poważnie zniszczona przez Japończyków. Odbudowano ją w 1940 roku.